# Sacaca
Sacaca é uma cidade da Bolívia no Departamento de Potosí. É a capital da província Alonzo de Ibáñez, e está localizada a 181 km a noroeste da capital do departamento, a cidade de Potosí
Sacaca é famosa por ser onde viveu Alonso Ayaviri, nativo indígena que impulsionou uma rebelião contra os espanhois.